# 三带蛹笔螺
三带蛹笔螺（学名：Mitropifex fuscoapicatus），是新腹足目蛹笔螺科Mitropifex属的一种。主要分布于台湾，常栖息在浅海沙底。